# 許庭瑜 (籃球運動員)
許庭瑜（1997年9月12日—）為臺灣女子籃球運動員，場上位置為前鋒，現效力於電信女籃。許庭瑜生於雲林縣，從國小開始打籃球，2013年曾當選U16國手，自土庫國中畢業後進入淡水商工就讀，為淡水商工103、104學年度HBL二連霸成員，高中畢業後未跟者國泰體系升上中國文化大學，而是考上了國立臺灣大學社會系並加入籃球校隊，大一時球隊在UBA公開女二級奪冠，大二時開啟征戰公開女一級之旅，大四時個人抱走助攻后頭銜，由於父母都是國小老師，許庭瑜未來也想走教職因此研究所考取國立臺灣師範大學體育學系，原不打算繼續打籃球，但有感籃球校隊的實力與氣氛跟以往有所不同以及被教練梁嘉音說服才點頭加入。

## 外部連結
- 許庭瑜在fiba.basketball（英语）
- 許庭瑜在archive.fiba.com（存檔）（英语）
- 許庭瑜在Eurobasket.com（球員）（英语）